# آنیتا کراووس
آنیتا کراووس (ایتالیایی: Anita Kravos؛ زادهٔ ۲ آوریل ۱۹۷۴) بازیگر اهل ایتالیا است.
از فیلم‌ها یا برنامه‌های تلویزیونی که وی در آن نقش داشته‌است، می‌توان به زیبایی بزرگ اشاره کرد.